# سیارک ۲۲۵۹
سیارک ۲۲۵۹ (به انگلیسی: 2259 Sofievka، نامگذاری:1971OG) دو هزار و دویست و پنجاه و نهمین سیارک کشف شده‌است که در ۱۹ ژوئیه ۱۹۷۱ کشف شد.
قدر مطلق سیارک برابر ۱۲٫۶۰ است.